# ألبا بيتيسكو
ألبا بيتيسكو دي سان فولجينسيو (من مواليد 1 فبراير 2003) هي لاعبة جمباز فنية إسبانية مثلت إسبانيا في دورة الألعاب الأولمبية الصيفية 2020 و دورة الألعاب الأولمبية الصيفية 2024 بالإضافة إلى أولمبياد الشباب 2018 حيث كانت جزءًا من فريق اللجنة الأولمبية الوطنية المختلط الذي فاز بالميدالية الذهبية في مسابقة الفرق المختلطة متعددة التخصصات. حصلت على الميدالية البرونزية مع المنتخب الإسباني في دورة ألعاب البحر الأبيض المتوسط 2022. بالإضافة إلى ذلك، فهي البطلة الإسبانية في الجمباز شامل عامي 2020 و2022.

## نشأتها
ولدت ألبا بيتيسكو ، في 1 فبراير 2003 في مدينة سان خوان ديسباي، كاتالونيا، إسبانيا ونشأت في فيلارينو دي لوس آيرس. بدأت التدريب على الجمباز عندما كانت في الخامسة من عمرها.

## مسيرة المهنية للناشئين

### 2016–17
ظهرت بيتيسكو لأول مرة على المستوى الدولي في إيليت جيم مرسيليا في نوفمبر 2016. واحتلت المركز 53 في الجمباز الشامل في القسم المفتوح. وفي وقت لاحق من ذلك الشهر، تنافست في تورنكونست الدولية حيث ساعدت إسبانيا على وصول المركز الخامس كفريق، وبشكل فردي، احتلت المركز 21 في الجمباز الشامل.
في عام 2017، تنافست بيتيسكو في بطولة توب 12 في فرنسا حيث احتل فريقها المركز الثامن، وبشكل فردي، احتلت بيتيسكو المركز 25 في الجمباز الشامل. ثم تنافست بعد ذلك في كأس إسبانيا حيث احتلت المركز 36 في الجمباز الشامل. في بطولة إسبانيا، احتلت بيتيسكو المركز 14 في الجمباز الشامل.